# Dendrophidion percarinatum
Dendrophidion percarinatum är en ormart som beskrevs av Cope 1893. Dendrophidion percarinatum ingår i släktet Dendrophidion och familjen snokar. Inga underarter finns listade i Catalogue of Life.
Arten förekommer i Centralamerika och norra Sydamerika från Honduras till Colombia och Venezuela. Den lever i låglandet och i bergstrakter upp till 1700 meter över havet. Individerna vistas i regnskogar och i andra fuktiga skogar som kan vara galleriskogar. Dendrophidion percarinatum är dagaktiv och den har groddjur som föda. Honor lägger ägg.
I begränsade områden hotas beståndet av skogens omvandling till jordbruksmark. Hela populationen antas vara stabil. IUCN listar arten som livskraftig (LC).